# FN SPR狙击步枪
FN SPR（英語：FN Special Police Rifle，意為：特種警察步槍）是一系列由比利时埃斯塔勒國營工廠所設計和生產的栓式狙击步枪，並且由FN的子公司FNH USA向市場發售，主要發射7.62×51毫米北約口徑（或是民用狩獵市場的.308 Winchester）步槍子彈，亦有些型號可以發射.300 Winchester Short Magnum口徑步枪子彈。

## 設計細節
此步槍是由美國連發武器公司（目前為FN的子公司之一）所研發及生產，並根據FN的規格以溫徹斯特M70旋轉後拉槍機式步枪為藍本進行了大量改進而成。

### 機匣
FN SPR的機匣由鍛鋼製造而成，並且表面進行了硬化處理。鍛鋼製造的機匣公差非常小，保證了武器的可靠性，有助於提升射擊精度。機匣右側前部刻有槍號。
FN SPR狙擊步槍的核心機構帶有明顯的溫徹斯特M70步槍血統，並且加以改進。FN SPR延續了M70所採用的“約束式進彈”系統（英語：Controlled feed），即槍彈在被推進彈膛的過程中，彈殼始終牢固的被抽殼鉤抓住，確保進彈動作可靠、順暢。槍機頭部帶有特殊設計的爪形抽殼鈎和兩個閉鎖鎖耳，這比起毛瑟槍機系統的抽殼鈎更為合理可靠。
槍機以上的拉機柄採用了圓球形設計，並帶有一圈菱形防滑紋。A5M型時也可以根據使用者的使用習慣，改用圓錐形拉機柄，以滿足不同使用者的需求。
扳機系統也是延續了溫徹斯特M70的兩道火扳機，扳機力為20牛頓（4.5磅力），並且可以按照使用者的喜好進行調節。

### 槍管
FN SPR所使用的槍管是自由浮動式錘鍛式重型槍管，槍管內膛進行了鍍铬處理。內膛鍍铬的好處是槍管更持久、更耐腐蚀和易於清潔維護。但一般而言，只有常規軍用輕武器，如机枪、步枪及冲锋枪等需要經常使用的槍械才採用鍍鉻槍管，鍍铬槍管因為可能會使準確度下降，所以為了減少對彈著精密度的妨礙所作的考量，在手動槍機的高精度狙击步枪的槍管上鍍铬非常罕見。
儘管內膛鍍铬，FN SPR能夠完全保持其每一發都在0.5MOA的非常準確的精度（0.5MOA或有可能更少的情況並不是罕見的事）。這是因為國營赫斯塔爾公司採用了特殊工藝對槍管進行鍍铬處理，這不僅保證証高精度沒有受到任何影響，並且能夠提高其槍管壽命和抗腐蚀性。槍管外壁帶有傳統的散熱凹槽，而槍口位置亦帶有圓形凹槽。不僅能夠散熱，防止槍管因射擊而過熱變形，也能減輕重量和保證槍管的剛度，對射擊精度也有利。槍管右側後部刻有FNH  USA所在地維吉尼亞州弗雷德里克斯堡市的銘文，槍管左側則刻著“特警步槍”以及導程長度的銘文。
除了帶有散熱槽的槍管以外，FN美國分公司還提供不帶散熱槽的24英吋（609.6毫米）重型槍管，以方便不同用戶選擇。
A1型和A3 G型的槍管都是24英吋（609.6毫米）。直到2010年FNH USA推出FN SPR A1a狙擊步槍，才有縮短4英吋（102毫米）的20英吋（508毫米）槍管型號選擇。而A5 M在推出時更同時具有24英吋（609.6毫米）長槍管和20英吋（508毫米）短槍管兩種長度選擇。
A5 M型更有.308 Winchester（7.62×51毫米北約口徑）和.300 Winchester Short Magnum兩種口徑，兩者的標準膛線纏距均為305毫米（1：12英吋）。
據說，“第一代”SPR步槍的槍管是使用了位於南卡罗来纳州哥伦比亚的FN武器製造公司的工廠生產的M240通用機槍的錘鍛式槍管；而現在的槍管則是專門為FN SPR生產的錘鍛式槍管。

### 安全裝置
槍機後部右側的保險為一貫的三檔式設計，操作方法與FN TSR狙击步枪相若。保險位於槍機尾部右側，當保險桿扳到最右側時，為待擊狀態，可以清晰看到保險部分的“FIRE”（發射）字樣，使用者可以隨時進行射擊；當保險桿處於中間位置時，則可以鎖住扳機和擊針並使二者無法運動，不過槍機仍然可以正常旋轉和前推後拉運動，以便進行拋殼或裝彈；當保險桿指向最後方位置時為保險狀態，可以起到完全保險作用。

### 扳機組件
FN SPR系列的扳機組件在扳機護環內設有彈倉卡筍或彈匣卡筍。
A1型狙擊步槍採用可拆卸式彈匣，不過其彈匣卡筍的位置比較特別，其設置在彈匣前部。按壓彈匣卡筍即可拆卸彈匣。
A5 M型的扳機組件更在扳機護環前方兩側分別設有一個圓形彈匣卡筍，更方便解脫彈匣。彈匣插座增加了彈匣裙形擴口處理，使彈匣插入時變得更為方便。

### 供彈方式
FN SPR的單排式彈匣設計結構保證了其供彈的可靠性。钢製彈匣底部帶有聚合物製造的底座，能有效保護彈匣露出槍托外面的部分，保證了彈匣的可靠性。彈匣左側刻有表示其口徑的“308 WIN”的銘文。A1型、A1a型和A5 M型的彈匣容量為4發，A3 G型則為5發內置式彈倉；而A5 M型.308 Winchester（7.62×51毫米北約口徑）口徑更可使用5發和10發的戰術彈匣，.300 Winchester Short Magnum口徑則為3發內置式彈倉。其4發彈匣可以與FN TSR XP通用。而戰術彈匣的聚合物底座較厚。

### 槍托
當前所有型號的FN SPR都是使用各種不同的麥克米蘭（英語：McMillan）合成槍托。早期的步槍採用的是HS精確射擊公司的鋁合金底盤玻璃钢強化塑料版本的溫徹斯特精確射使用者型槍托。雖然有一種說法指，“第一代”SPR步槍的HS精密射擊（英語：HS Precision）槍托可能是铝塊製造的底盤，後來的槍托都是麥克米蘭A3式手工玻璃钢強化塑料底盤戰術槍托，因為其綜合性能較好，目前大多數高性能狙擊步槍均使用這種槍托。
A1型採用的是麥克米蘭的A3式玻璃钢強化塑料底盤一體式戰術槍托／護木。黑色槍托與其他部位顏色渾然一體，總體看上去協調美觀。槍托整體感覺厚實可靠。槍托尾部比普通槍托要“增高”一些。槍托握持部位有粗糙的防滑圖案，並且呈現握把的形狀，使使用者握持時更為舒適。槍托尾部設有一塊由非常厚的橡膠製造的後座緩衝墊，能夠有效吸收後坐力，不過不能調節長度。槍托下部有一個背帶環，另一個背帶環在護木下方。為增加射擊穩定性，槍托下方還可加裝兩腳架。
A5 M型採用的則是麥克米蘭A5式玻璃钢強化塑料底盤一體式戰術槍托／護木，為M40A3使用的麥克米蘭A3式槍托的一個升級版。其整體上採用了前細後粗的錐台形設計，有利於使用者握持，並且在護木前端和握把位置都帶有粗糙的防滑紋。護木下方設有一個鋼製固定鈕扣，用於安裝兩腳架。槍托／護木上設有4個槍背帶環安裝孔，其中護木部份在下方和兩側各有一個槍背帶環安裝孔，而槍托後部在底部和兩側各有一個槍背帶環安裝孔。這樣使用者可以按照自己的習慣安裝槍背帶。槍托上方帶有一塊可調節高度的托腮板，托腮板可以上下移動，以適應不同使用者的身形。槍托尾部帶有的橡膠製後座緩衝墊分為多個部份，可以取下中間部份進行槍托長度調節。

### 附件
機匣頂部以4顆螺釘固定了一段MIL-STD-1913戰術導軌。由於該狙擊步槍並沒有機械瞄具（照門及準星），必需利用這段戰術導軌以安裝不同類型的日間／夜間光学狙擊鏡、紅點鏡／反射式瞄準鏡、全息瞄準鏡、棱鏡式瞄準鏡、夜視鏡或热成像仪
由於機匣較短，其頂部的導軌也較短，有些瞄準鏡可能無法安裝，故此FNH USA建議使用者採用LaRue瞄準鏡座來安裝瞄具。LaRue瞄準鏡座其實是一個夾持架，其底部亦有戰術導軌，只要將一些無法直接安裝在SPR機匣頂部導軌上的瞄準鏡裝在LaRue瞄準鏡座中，再將瞄準鏡座安裝在SPR頂部導軌上即可。LaRue瞄準鏡座前上部還有一個可拆卸式懸臂，該懸臂的頂部和前端下側面也設有皮卡汀尼導軌，裝上該懸臂後，還可為SPR裝上額外的附件。如此設置的優點是擴大了瞄準具附件的加裝應用，例如使用流行的前後串連式安裝配置模式在光學狙擊鏡的前方再裝上夜視鏡以擴大瞄準具附件的加裝應用，但缺點是利用可拆卸式懸臂裝上的方式會使整體顯得臃腫累贅，攜帶不方便，也不符合一些使用者的使用習慣，只可說是應對機匣頂部導軌較短而難以加裝更多附件的一種勉強的解決方法。

## 衍生型
- FN SPR第一代：HS精確射擊型槍托，609.6 毫米（24 英吋）重槍管。
- FN A1：麥克米蘭A3式槍托，609.6 毫米（24 英吋）重槍管。
- FN A1a：麥克米蘭A3式槍托，508 毫米（20 英吋）重槍管。
- FN A2：麥克米蘭A4式槍托，連雙層隔段式槍托底板墊片（英語：Buttpad）和可調整高低的托腮板（英文：Cheekpiece），609.6 毫米（24 英吋）重槍管。
- FN A4射擊系統：FN A2的加裝瞄準鏡和兩腳架版本。
- FN A3G：麥克米蘭A3式槍托，連雙層隔段式槍托底板墊片（英語：Buttpad）和可調整高低的托腮板，609.6 毫米（24 英吋）重連凹槽式槍管。
- FN A3G射擊系統：FN A3 G的加裝瞄準鏡和兩腳架版本。
- FN A5M：麥克米蘭A5式槍托，連雙層隔段式槍托底板墊片（英語：Buttpad）和可調整高低的托腮板，508 毫米（20 英吋）重槍管或609.6 毫米（24 英吋）連凹槽式重槍管。
- FN A5M射擊系統：FN A5M的加裝瞄準鏡和兩腳架版本。
- FN A5M XP：FN A5M加装枪口螺纹（5/8 x 24 tpi）的版本，只有.308溫徹斯特口徑。

## 使用國
- 羅馬尼亞
  - 特警單位
- 美国
  - 联邦调查局人質拯救隊：於2004年被批准並且採用，[7]為他們採用的兩款栓式狙击步枪之一（使用的是HS的精確射擊型HTR槍托）。[8]聯邦調查局的衍生型號名為FNH SPR-USG（USG，意為：美國政府型），[8]也是FN A3 G的一種衍生型。

## 資料來源
1. 1 2 3 4 5 6  . http://fnhusa.com - FNH USA Official Website. 2012  [2012-09-03]. （原始内容存档于2012-09-15）. 外部链接存在于|publisher= (帮助)
2. 1 2 3 4 5  . http://fnhusa.com - FNH USA Official Website. 2012  [2012-09-03]. （原始内容存档于2012-09-15）. 外部链接存在于|publisher= (帮助)
3. 1 2 3 4 5 6  . http://fnhusa.com - FNH USA Official Website. 2012  [2012-09-03]. （原始内容存档于2012-09-17）. 外部链接存在于|publisher= (帮助)
4. 1 2 3 4 5 6 7 8  . http://fnhusa.com - FNH USA Official Website. 2012  [2012-09-03]. （原始内容存档于2012-09-15）. 外部链接存在于|publisher= (帮助)
5. 1 2 3 4 5 6 7  . http://fnhusa.com - FNH USA Official Website. 2013  [2013-12-26]. （原始内容存档于2013-12-27）. 外部链接存在于|publisher= (帮助)
6. ↑  . wikipedia.org.   [2009-07-17]. （原始内容存档于2009-08-11）.
7. ↑  .   [2010-07-09]. （原始内容存档于2009-03-15）.
8. 1 2  .   [2010-07-09]. （原始内容存档于2008-11-20）.

## 外部連結
- （英文）—FNH USA官方網站—
  - SPR A1**
  - SPR A3G
  - SPR A5M
  - SPR™ A5M XP
- （英文）—Modern Firearms—FN Special Police Rifle - SPR（页面存档备份，存于）
- （英文）—The Firearm Blog—FNH’s new FNS-9, FNS-40, and FNX-45 pistols, and the A5X rifle（页面存档备份，存于）
- （英文）—Tactical-Life.com—
  - FNH USA SPR A1A .308（页面存档备份，存于）
  - FN SPECIAL POLICE RIFLE A5 M .308（页面存档备份，存于）
  - FNH USA SPR A5 M .308（页面存档备份，存于）
  - Preview: FN SPR A5M TBM .308 Torture Test（页面存档备份，存于）
- （英文）—Military, Security and Civilian Guns and Equipment—Fabrique Nationale Special Police Rifle（页面存档备份，存于）
- （英文）—Guns & Ammo article—Precision Pair
- （简体中文）—轻兵器—警界新星SPR A1AFN USA SPRA1A狙击步枪(一)

### 视频
- （英文）—YouTube上的FNH USA SPR步槍系列的宣傳片